# Nationalforum Elsass-Lothringen
Le Nationalforum Elsaß-Lothringen (Forum national d'Alsace-Lorraine, ou NFEL), est un parti politique régionaliste alsacien-lorrain fondé en 1995 par Karl Goschescheck. Il a participé à diverses élections depuis lors, mais n'a jamais obtenu d'élu, même municipal.

## Histoire
Candidat aux élections législatives de 1997 (sous l'étiquette Bürgerforum Elsaß-Lothringen) dans la circonscription Strasbourg-Campagne, il déclare « Nous sommes pour le droit des minorités et le droit de vote pour tous. Pour les citoyens de l'Union Européenne, et pour les autres, à partir de cinq ou dix ans de résidence. (...) Comment le FN pourrait-il appliquer ses théories sur l'immigration ? Uniquement en mobilisant l'armée et en ratissant les quartiers. Ces images, personne ne veut les revoir. Non, autant intégrer les étrangers en leur donnant les mêmes droits. C'est ainsi que l'on dissuade les gens de jeter le trouble. (...) Pourquoi pas un enseignement turc là où leurs émigrés représentent plus de 20 % de la population ? ». Son suppléant était André Ohresser, ancien président de l'Union du peuple alsacien.
Parmi les revendications du NFEL on trouve le droit à l'autodétermination, un référendum sur l'indépendance de l'Alsace-Lorraine, la réintroduction de l'allemand à côté du français comme langue d'enseignement et langue administrative dans les secteurs linguistiques germanophones (Strasbourg, Haut-Rhin, Bas-Rhin, Lorraine thioise) ainsi qu'une promotion du dialecte, une limitation de l'immigration et une protection de l'environnement renforcée, par exemple par la sortie du nucléaire.
À une date ignorée, Karl Goschescheck et le NFEL basculent à l'extrême droite. Il vit et travaille à Vienne (Autriche) où il a participé, en 2007, à la création du Parti national du peuple (NVP),un parti qui cherche à fédérer nostalgiques du IIIème Reich et jeunesse nationaliste.
Candidat aux cantonales de 2011 sous l’étiquette « Alsace d'abord » aux cantonales à Illkirch-Graffenstaden, il déclare « Le régime hitlérien a été une dictature sanglante inexcusable mais tout n’était pas forcément mauvais dans ce système pour qu’à l’époque autant d’Allemands et d’Autrichiens le soutiennent. (...) Je me situe à la droite du FPÖ, le parti d’extrême-droite autrichien. ». 
Le site du NFEL, entretemps rebaptisé Landespartei en référence à un parti autonomiste de l'entre-deux-guerres, le Parti régional indépendant pour l'Alsace-Lorraine (en), indique (au 18 mai 2012) comme liens sur la page d'accueil ceux du parti néo-nazi allemand NPD, ainsi que le sigle de la campagne de l'UDC suisse pour l'Initiative populaire « Contre la construction de minarets ». Dans un communiqué de presse du 5 janvier 2012, il déclare que « la création de ce cimetière musulman, pire que l'autorisation de la construction de mosquées, constitue à nouveau un signal trompeur vis-à-vis des populations étrangères leur faisant miroiter à tort une installation définitive dans notre pays ».

## Activités
Le NFEL publie deux trimestriels : Neues Elsass-Lothringen (La Nouvelle Alsace-Lorraine) en langue allemande et L'Indépendant d'Alsace-Lorraine en langue française.